# The Crossing
The Crossing fue un videojuego que estuvo en desarrollo por Arkane Studios, y fue finalmente cancelado. Estaba ambientado en un París futurista. Mezclaba conceptos de los juegos de un jugador y en línea, en el que los jugadores venían a sustituir a la IA enemiga.